# Tigre celtica

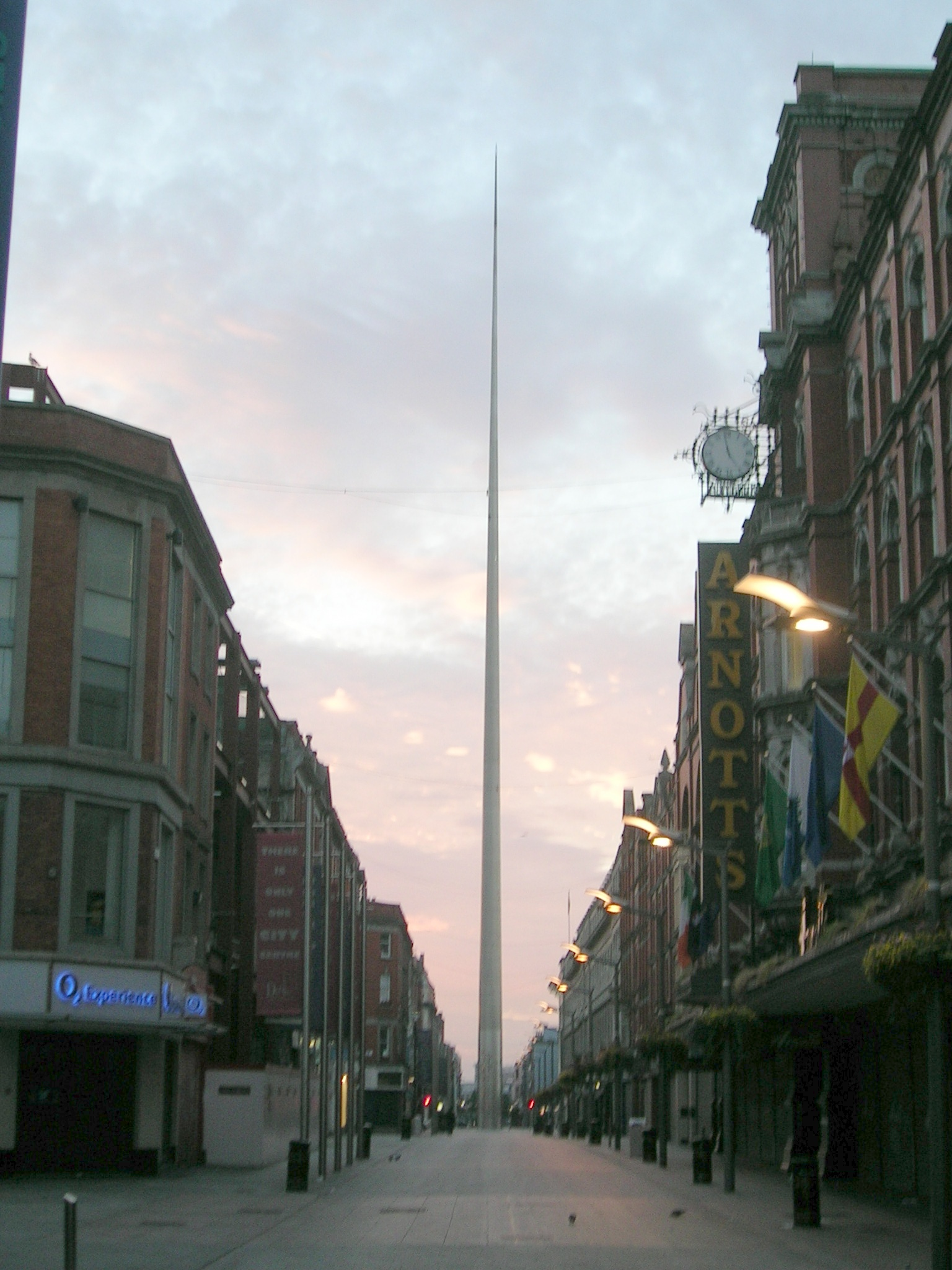
Lo Spire di Dublino, che rappresenta la crescita economica irlandese.

Tigre celtica (in inglese Celtic Tiger, in irlandese Tíogar Ceilteach, la tigre celtica) è l’appellativo attribuito alla Repubblica d'Irlanda durante il periodo di rapida crescita economica della stessa che ebbe inizio negli anni novanta, per rallentare nel 2001, riprendendosi successivamente nel 2003 e tornare nuovamente a rallentare nel 2006.
Durante questo periodo, la Repubblica d'Irlanda ha conosciuto un boom economico che ha trasformato il paese da una delle nazioni più povere d'Europa a una delle più ricche.